# ۶۹۹ (خورشیدی)
۶۹۹ ششصد و نود و نهمین سال هجری خورشیدی است.